# حسن ذوالفقاری
حسن ذوالفقاری (۲۰ تیر ۱۳۴۵ – ۱۷ تیر ۱۴۰۱) نویسنده و پژوهشگر ادبی اهل ایران بود. او عضو هیأت علمی گروه زبان و ادبیات فارسی دانشکدهٔ علوم انسانی دانشگاه تربیت مدرس، نویسنده، پژوهشگر و مؤلف کتاب‌های درسی و متخصص ادبیات عامه بود که بیش از ۴۰ کتاب و ۱۵۰ مقالهٔ علمی تالیف نمود. او سال‌ها سردبیریِ مجلهٔ فرهنگ و ادب عامه را بر عهده داشت.
وی متولد شهر دامغان بود و تحصیلات کارشناسی رشتهٔ زبان و ادبیات فارسی دانشگاه بین‌المللی امام خمینی، مقطع کارشناسی‌ ارشد پژوهشگاه علوم انسانی رشتهٔ زبان و ادبیات فارسی و مقطع دکترای دانشگاه تهران رشتهٔ زبان و ادبیات فارسی را داشت. وی در سال‌های پایانی عمر به عنوان استاد اعزامی وزارت علوم برای کرسی زبان فارسی در دانشگاه شانگهای در چین تدریس می‌کرد.
ذوالفقاری در ۱۷ تیر ۱۴۰۱ در سن ۵۵ سالگی بر اثر ایست قلبی درگذشت. پیکر وی عصر ۲۱ تیر ۱۴۰۱ در زادگاهش دامغان به خاک سپرده شد.

#### تالیفات:
- فرهنگنامهٔ داستان‌های متون فارسی - نشر چشمه
- منظومه‌های عاشقانهٔ ادب فارسی - انتشارات نیما
- فرهنگ بزرگ ضرب‌المثل‌های فارسی دو جلدی - انتشارات معین
- راهنمای درست‌نویسی - وزارت جهاد کشاورزی
- مکاتبات اداری - وزارت جهاد کشاورزی
- داستان‌های امثال - انتشارات مازیار
- سرّ دلبران - انتشارات مازیار
- راهنمای ویراستاری و درست‌نویسی - انتشارات علم
- ادبیات مکتبخانه‌ای ایران - نشر رشد آوران
- یکصد منظومهٔ عاشقانهٔ فارسی - نشر چرخ
- فرهنگ‌وارة نامه‌نگاری - نشر چرخ
- شیوه‌نامهٔ نگارش - انتشارات دانشگاه تربیت مدرس
- زبان و ادبیات عامة ایران - انتشارات سمت
- باورهای عامیانهٔ مردم ایران - انتشارات چشمه
- آیین نگارش و ویرایش - انتشارات فاطمی
- ادبیات داستانی عامه - انتشارات خاموش
- از گلستان من ببر ورقی - انتشارات خاموش
- افسانه‌های پهلوانی ایران - انتشارات خاموش
- دانش‌نامهٔ داستان‌های فارسی ۸ جلدی - انتشارات چشمه
- بحر طویل عامیانه و بحرطویل سرایان انتشارات ققنوس
- آموزش فارسی به ایرانیان خارج از کشور ۱۱ جلدی - انتشارات مدرسه
- ادبیات عمومی - نشر رشدآوران
- کتاب کار انشا و نگارش ۳ جلدی - انتشارات اساطیر

#### گردآوری‌ها:
- هشت بهشت (گزیدهٔ گلستان سعدی) - کانون پرورش فکری کودکان و نوجوانان
- قاف غزل - نشر چشمه
- در قلمرو آموزش زبان و ادبیات فارسی سازمان - وزارت آموزش و پرورش
- ادبیات عامیانهٔ ایران - مجموعه مقالات دکتر محمدجعفر محجوب، نشر چشمه
- چهل داستان از چهل نویسنده - نیما
- پیغام اهل راز - انتشارات پویش
- حافظ به روایت شهریار - نشر چشمه
- سریر سخن - مرکز تحقیقات زبان و ادب فارسی

#### تصحیح‌ها:
- چاه وصال ، سراینده میرزا احمد سند اهل قلم
- حافظ قدسی - نشر چشمه
- حسن و دل فتاحی نیشابوری - نشر چشمه
- معشوقة بنارس خطای شوشتری - نشر چشمه
- بدیع‌الزمان‌نامة ناشناس - نشر چشمه
- وامق و عذرای شعیب جوشقانی - نشر چشمه
- خورشیدآفرین فلک‌ناز - نشر چشمه
- لیلی و مجنون مکتبی شیرازی - نشر چشمه
- هشت بهشت امیر خسرو دهلوی - نشر چشمه
- جامع‌التمثیل محمدعلی حبله رودی - نشر چشمه
- روضه‌الشهدا واعظ کاشفی - نشر معین
- هفت‌منظر هاتفی خرجرودی - نشر رشدآوران